# Dundern
Dundern är ett naturreservat i Torsby kommun i Värmlands län.
Området är naturskyddat sedan 2011 och är 273 hektar stort. Reservatet omfattar en höjd bevuxen med gammal granskog. I reservatet finns lämningar av tre torp, ett av dem benämnt Dundern, där det finns rester av ängsmark.